# 아레스코우기아과
아레스코우기아과(Areschougiaceae)는 진정홍조강 돌가사리목에 속하는 홍조식물과의 하나이다. 7속 16종으로 이루어져 있다.

## 하위 속
| - Anatheca - 아레스코우기아속 (Areschougia) - Erythroclonium - Meristiella | - Notophycus - Reticulobotrys - Rhabdonia |